# 金刚泉组
金刚泉组是位于中国内蒙古阿拉善右旗、甘肃一带的上白垩世地层，1953年由甘克文、孟庆林、张家环、谢庆辉命名。该地层以棕红色砾岩、砂砾岩、砂岩、泥岩为主，间夹棕黄、灰白、灰绿色的砾岩、砂砾岩、砂岩、泥岩等。